# Ostiarium
El Ostiarium fue un impuesto romano, que se aplicaba a las puertas de las casas, y que probablemente fue establecido junto con el columnarium por la ley suntuaria establecida en tiempo de Julio César (Lex Julia sumptuaria)).
Grababa el número de puertas (y el columnarium el número de columnas) de una edificación. Se sabe que Quintus Caecilius Metellus Pius Scipio Nasica quiso recaudar estos dos impuestos o tasas en  Siria, principalmente como forma de extorsión a los provinciales.